# 526460 Ceciliakoocen
526460 Ceciliakoocen este o planetă minoră (asteroid) din centura de asteroizi. A fost descoperită pe 28 august 2006 la Lulin Observatory⁠(d) de Lin Hongqin⁠(d). 
Obiectul prezintă o orbită caracterizată de o semiaxă mare de 3,1638658251603 UAi, o excentricitate de 0,36534684041213, o înclinație de 22,154802597773 ° în raport cu ecliptica.